# Impero (nave da battaglia)
L'Impero fu una nave da battaglia per la Regia Marina, terza unità della classe Littorio. Varata nel novembre 1939, all'inizio della seconda guerra mondiale, la sua costruzione, secondo i piani operativi della Regia Marina si sarebbe dovuta completare nel dicembre 1941, quando ne era prevista l'entrata in servizio. Pur essendo stata spostata a Trieste per eseguire l'allestimento finale, a causa delle mutate esigenze belliche, che privilegiavano la realizzazione di naviglio sottile, come cacciatorpediniere, torpediniere e corvette antisommergibili, esso proseguì a singhiozzo, interrompendosi definitivamente nel luglio 1943, quando l'unità aveva raggiunto il 77% della costruzione. Catturata dai tedeschi dopo gli eventi legati all'armistizio di Cassibile, fu affondata in porto da bombardieri statunitensi: il relitto fu recuperato e demolito nell'immediato dopoguerra.

## Storia

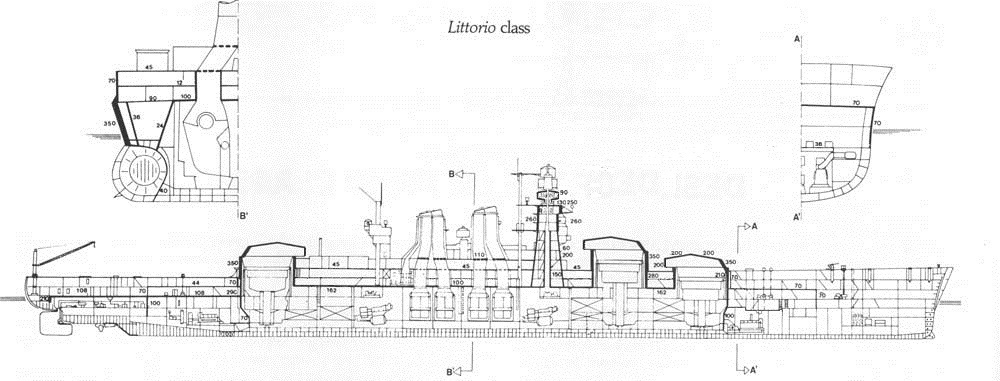
Piano di costruzione delle navi da battaglia classe Littorio

Terza unità della classe Littorio, progettata dall'Ispettore generale del genio navale ingegnere Umberto Pugliese, la nave da battaglia Impero fu impostata presso il Cantiere navale di Sestri Ponente (Genova) il 14 maggio 1938 e il varo avvenne il 15 novembre 1939. Nel maggio 1940, con l'avvicinarsi dell'entrata in guerra del Regno d'Italia lo scafo dell'Impero venne rimorchiato, data la vicinanza della città di Genova alle basi aeree francesi, a Brindisi per sottrarlo a possibili bombardamenti aerei compiuti dall'Armée de l'air o dalla Royal Air Force. Quando scoppiò la guerra, il 10 giugno, l'Impero si trovava già da due giorni nel porto di Brindisi: avrebbe dovuto rimanervi per breve tempo, in quanto le attrezzature e i materiali da costruzione per il completamento del suo allestimento sarebbero state trasferite da Genova a Trieste. L'andamento delle operazioni belliche fece sospendere il previsto trasferimento, in quanto già emerse presto l'esigenza di concentrare gli sforzi nella costruzione di naviglio sottile come cacciatorpediniere, torpediniere e corvette antisommergibili. L'approvvigionamento dei materiali destinati alla costruzione delle nuove unità fece sì che i laminati, i profilati e le altre attrezzature accantonate per il completamento dell'Impero fossero impiegati per le nuove navi.

Un cannone Mod. 1934 da 381/50 in fase di costruzione

Lo scafo rimase a Brindisi per tutto il corso del 1941 e in seguito, deciso il suo completamento, fu trasferito dapprima a Venezia, dove giunse utilizzando autonomamente parte del proprio apparato motore, il 22 gennaio 1942, e successivamente a Trieste, presso il cantiere "San Marco" dei Cantieri Riuniti dell'Adriatico (CRDA) nel mese di novembre. Le difficoltà causate dal negativo andamento della guerra, unita alla mancanza di materiali, non consentirono di terminarne la costruzione, così come non fu possibile ripristinare la nave da battaglia Conte di Cavour gravemente danneggiata durante la notte di Taranto.
Nel periodo 1941-1943 furono elaborati una serie di piani per la conversione dell'Impero in una portaerei anche se alla fine i progetti furono abbandonati.
Al momento dell'annuncio dell'armistizio di Cassibile lo scafo fu abbandonato in quanto considerato un natante praticamente inutilizzabile e fu catturato dai tedeschi che avevano nel frattempo occupato Trieste. Nel giugno 1944 le autorità navali germaniche decisero di sperimentare la solidità costruttiva della navi italiane catturate mediante l'uso di cariche esplosive. Il 26 giugno due specialisti del Comando superiore della Kriegsmarine (Marinerüstung in Oberkommando der Kriegsmarine) lasciarono Berlino per raggiungere il porto della Spezia dove esaminarono gli scafi degli incrociatori pesanti Bolzano e Gorizia, non trovandoli, per vari motivi, rispondenti al loro scopo. Trasferitesi a Verona in treno, raggiunsero poi con mezzi di fortuna il porto di Trieste dove esaminarono lo scafo della Impero trovandolo rispondente al loro scopo, data la presenza di un sistema di protezione subacquea contro i siluri, posto su entrambi i lati, denominato cilindri Pugliese. All'epoca la nave da battaglia risultava nel seguente stato di allestimento. La costruzione era ultimata fino al ponte corazzato principale, che risultava in gran parte saldato. Rimanevano alcuni varchi aperti per consentire le sottostanti operazioni di montaggio, mentre mancava del tutto la portelleria corazzata. La maggior parte delle aperture delle porte e dei boccaporti era stata resa provvisoriamente stagna. Le piastre del ponte corazzato superiore, o ponte di castello, in corrispondenza dei locali turbine a caldaie, si trovavano appoggiate sul ponte, e per questo non era stata ancora eretta nessuna sovrastruttura. Le torri di grosso calibro da 381/50 numero I e numero II non disponevano né dei cannoni né delle culle, mentre la torre III era in fase di montaggio a terra. La cintura corazzata era stata installata su entrambi i lati fino all'estremità del ridotto. L'apparato motore vedeva il locale caldaie di prua praticamente completato, mentre quello di poppa risultava al 40%. I locali caldaie I e IV, con le otto caldaie, risultavano quasi complete. All'interno della nave era stato installato un impianto di illuminazione elettrica alimentato da un gruppo Diesel-generatore posizionato sul ponte sottostante la torre poppiera di grosso calibro.

L'Impero ferma e incompleta a Brindisi nel gennaio 1941

I due tecnici tedeschi trovarono l'Impero, presidiata da 60 operai della Ansaldo, in buone condizioni generali con le sentine dei locali caldaie asciutte e pulite, e tutte le parti dell'apparato motore ben conservate e prive di ossidazione. Al fine di condurre gli esperimenti, che non potevano essere effettuati nell'area del porto, lo scafo dell'Impero fu rimorchiato vicino al vallone di Capodistria e messa all'ormeggio utilizzando due ancore a prua e una a poppa su un fondale di 19-20 m. Le prime due esplosioni avvennero il 18 luglio 1944, una alle 12:15 e una alle 16:55, e dovevano verificare l'efficacia di due diversi tipi di esplosivo a diverse distanze e provocarono limitati danni allo scafo. Il terzo esperimento avvenne alle 11:45 del 20 luglio, utilizzando 330 kg di esplosivo S1 posizionato a 4 metri di profondità sul lato dritto dello scafo in corrispondenza della ordinata 112, e doveva verificare l'efficienza del cilindro assorbitore Pugliese. Essa aprì una falla nello scafo di 8 × 8 m e la nave raggiunse un'inclinazione a dritta di 5° 10'; 2,5 metri di scafo verso prua e altrettanti verso poppa vennero fortemente deformati. La valutazione dei tecnici tedeschi sul sistema Pugliese fu comunque estremamente positiva. Il quarto esperimento avvenne alle 18:55 del 21 luglio, con l'impiego contemporaneo di tre cariche da 300 kg ciascuna di esplosivo S3 posizionate sul lato sinistro dello scafo a 7 metri di profondità, in corrispondenza dell'ordinata 127. I danni allo scafo furono considerati di lieve entità, con allagamenti tra le intercapedini interne fra le ordinate 123 e 129, una piccola via d'acqua apertasi a centro nave in un locale turbine, ingobbature fino a 80 cm in una zona compresa tra il canto inferiore della cintura corazzata e l'aletta di rollio. Lo sbandamento della nave si ridusse a 4° 30'. Terminati gli esperimenti i due tecnici consegnarono alle competenti autorità portuali tedesche il rapporto sullo stato della nave e sul modo più opportuno per esaurire gli allagamenti verificatesi, in quanto la nave doveva venire demolita: il 26 luglio lasciarono Trieste in treno per rientrare a Berlino, dove giunsero il giorno successivo. L'Impero fu ricondotta presso il cantiere "San Marco", venendo subito dopo portata a ormeggiare presso la Banchina nord del Molo V.
Il 20 febbraio 1945 un bombardamento aereo della United States Army Air Forces danneggiò seriamente la nave, che si appoggiò sul fondo a causa degli estesi allagamenti provocati dall'esplosione delle bombe cadute nelle vicinanze. Qualche giorno prima, il 15 febbraio, nel corso di un altro bombardamento aereo americano su Trieste, analoga sorte era toccata al Conte di Cavour. Nel mese di maggio le truppe tedesche in ritirata arrecarono altri danni facendo detonare delle cariche di esplosivo opportunamente piazzate.
Lo scafo dell'Impero fu sollevato dal fondale nel luglio 1946 e poi portato a incagliarsi su di un basso fondale davanti a San Sabba. La nave fu radiata dai ruoli della Marina Militare Italiana con decreto del 27 marzo 1947 e, il settembre seguente, il relitto fu rimesso a galla e trasferito a Venezia, dove andò ad arenarsi nella laguna. All'inizio del 1949 fu nuovamente rimesso a galla e trasferito, passando per il Canal Grande, a Porto Marghera dove fu demolito.

### Annotazioni
1. ↑  Essi appartenevano all'Istituto di sperimentazione di fisica e chimica della Kriegsmarine (Chemisch-Physikalische Versuchsansstalt der Marine, CPVA Kiel).

### Fonti
1. ↑  De Toro 2012, p. 36.
2. 1 2 3  Andò, Bargoni, Gay 1973, p. 11.
3. ↑  De Toro 2012, p. 28.
4. 1 2 3 4 5  Thomaier 2014, p. 21.
5. ↑  Andò, Bargoni, Gay 1973, p. 8.
6. 1 2 3 4 5  Andò, Bargoni, Gay 1973, p. 12.
7. 1 2 3  Thomaier 2014, p. 17.
8. 1 2  Thomaier 2014, p. 18.
9. ↑  Thomaier 2014, p. 19.
10. ↑  Thomaier 2014, p. 20.